# Vampirates: Demons of the Ocean
Vampirates: Demons of the Ocean (br: Vampiratas: Demônios do Oceano / pt: Vampiratas: Demónios dos Mares) é o primeiro livro da série de ficção juvenil Vampiratas, de Justin Somper.

## Resumo
A história desenrola-se no ano de 2505, iniciando-se em Crestent Moon Bay, no farol da família Tempest (senhor Tempest e seus filhos Grace e Connor).
Sete anos mais tarde, o pai dos dois irmãos morre, ficando estes orfãos. Tentando escapar ao orfanato, aventuraram-se no mar. Aí, desencadeou-se uma violenta tempestade que os separa.
Connor é acolhido por um dos mais famosos navios piratas da altura. Para sobreviver, é obrigado a adaptar-se aos usos e costumes dos seus salvadores. Connor acaba por se tornar num verdadeiro pirata, ganhando a sua própria espada e pilhando vários barcos.
Grace é salva por uma embarcação mais misteriosa: um navio fantasma tripulado por vampiros – Vampiratas. Esta vê-se trancada num pequeno quarto, mas assegurando-lhe um membro da tripulação, Lorcan Furey, que nada de mal lhe iria acontecer. Em contrapartida, teria só de seguir à risca todas as enigmáticas regras do temido Capitão.
Após várias aventuras vividas em cada uma das tripulações, os dois irmãos reencontram-se.
Demonios do Oceano (Demons of the Ocean) 2007
Dead Deep (profundamente morto)é um conto escrito exclusivamente para o Dia Mundial do Livro em 2007.
A ação ocorre entre o final de Vampirates: Demônios do Oceano e o início da Vampirates: Maré de Terror quando Connor e seus novos amigos pirata Bart e Jez têm primeiro pedaço de terra, mas deixar em breve encontrar eles mesmos em águas profundas mortal.
Maré de Terror (Tide of Terror)2007
Capitão de Sangue (Blood Captain)2009
Coração Negro (Black Heart) 2009 (no Brasil previsão para out/2010)
Império da Noite (Empire of Night) 4/mar/2010